# Nicolas de la Grange
Nicolas de la Grange (* 1707; † 1767) war ein französischer Dramatiker und Übersetzer.

## Leben und Wirken
Er wurde bekannt für seine Übersetzung von Lukrez’ De rerum natura und mehreren weiteren Theaterstücken.
La Grange diente als Hauslehrer der Kinder von Baron d’Holbach und arbeitete mit Jacques-André Naigeon bei der Übersetzung der Werke von Seneca mit.

## Werke (Auswahl)
- Le bon tuteur, et l’indolent.  Libr. assoc., La Haye (1770)
- Oeuvres de théâtre de M. de La Grange. Duchesne, Paris (1758)
- Les contre-temps: Comédie. (1772)